# القنور (الضليعة)
'

تعديل مصدري - تعديل

القنور هي إحدى قرى عزلة الضليعة بمديرية الضليعة التابعة لمحافظة حضرموت، بلغ تعداد سكانها 28 نسمة حسب تعداد اليمن لعام 2004.